# Europa Cup (vrouwenhandbal) 1979/80
De European Champions Cup 1979/80 is de hoogste internationale club handbalcompetitie in Europa wat door de Internationale Handbalfederatie (IHF) organiseert.

## Deelnemers
| - Uilenspiegel: Kampioen van België - VIF Dimitrow Sofia: Kampioen van Bulgarije - Svendborg HK: Kampioen van Denemarken - Bayer 04 Leverkusen: Kampioen van Duitsland - Neistin Tórshavn: Kampioen van Faeröer - Troyes OS: Kampioen van Frankrijk - Fram Reykjavík: Kampioen van IJsland - Hapoel Aschdod: Kampioen van Israël - SSV Forst Brixen: Kampioen van Italië - Radnički Belgrado: Kampioen van Joegoslavië | - HC Bascharage: Kampioen van Luxemburg - Mora/Swift: Kampioen van Nederland - Skogn IL: Kampioen van Noorwegen - Hypobank City-Center St.Pölten: Kampioen van Oostenrijk - Știința Bacău: Kampioen van Roemenië - Íber Valencia: Kampioen van Spanje - TJ Inter Bratislava: Kampioen van Tsjecho-Slowakije - Graphite Eagles: Kampioen van het Verenigd Koninkrijk - Stockholmspolisens IF: Kampioen van Zweden |

## Eerste ronde
| Team 1           | Score   | Team 2                         | 1     | 2     |
| ---------------- | ------- | ------------------------------ | ----- | ----- |
| Neistin Tórshavn | 15 – 31 | Fram Reykjavík                 | 06–13 | 09–18 |
| SSV Forst Brixen | ? – ?   | HC Bascharage                  | 0?–0? | 17–14 |
| Graphite Eagles  | [ 1 ]   | Uilenspiegel                   |       |       |
| Hapoel Aschdod   | 05 – 53 | Hypobank City-Center St.Pölten | 02–26 | 03–27 |

## Laatste 16
| Team 1                         | Score   | Team 2             | 1     | 2      |
| ------------------------------ | ------- | ------------------ | ----- | ------ |
| SSV Forst Brixen               | 23 – 45 | Troyes OS          | 11–23 | 12–22  |
| Radnički Belgrado              | 37 – 32 | Știința Bacău      | 19–13 | 18–19  |
| Svendborg HK                   | 32 – 23 | Íber Valencia      | 21–09 | 11–14  |
| Bayer 04 Leverkusen            | [ 2 ]   | Fram Reykjavík     |       |        |
| TJ Inter Bratislava            | 61 – 80 | Graphite Eagles    | 35–40 | 26–04  |
| Mora/Swift                     | 25 – 28 | VIF Dimitrow Sofia | 17–09 | 0 8–19 |
| Hypobank City-Center St.Pölten | 33 – 22 | Skogn IL           | 21–08 | 12–14  |

## Kwartfinale
| Team 1              | Score   | Team 2                         | 1     | 2     |
| ------------------- | ------- | ------------------------------ | ----- | ----- |
| VIF Dimitrow Sofia  | 35 – 25 | Hypobank City-Center St.Pölten | 22–13 | 13–12 |
| Bayer 04 Leverkusen | 30 – 45 | Radnički Belgrado              | 18–23 | 12–22 |
| Troyes OS           | 32 – 43 | Stockholmspolisens IF          | 17–16 | 15–27 |
| TJ Inter Bratislava | 44 – 26 | Svendborg HK                   | 26–13 | 18–13 |

## Halve finale
| Team 1              | Score   | Team 2                | 1     | 2     |
| ------------------- | ------- | --------------------- | ----- | ----- |
| Radnički Belgrado   | 40 – 33 | Stockholmspolisens IF | 22–15 | 18–18 |
| TJ Inter Bratislava | 37 – 31 | VIF Dimitrow Sofia    | 19–14 | 18–17 |

## Finale
Finale wedstrijd 1
| 23 maart 1980 | Radnički Belgrado | 23 – 10 | TJ Inter Bratislava | Belgrado, Joegoslavië |
| 23 maart 1980 |                   |         |                     | Belgrado, Joegoslavië |
| 23 maart 1980 |                   |         |                     | Belgrado, Joegoslavië |

Finale wedstrijd 2
| 30 maart 1980 | TJ Inter Bratislava | 19 – 23 | Radnički Belgrado | Bratislava, Tsjecho-Slowakije |
| 30 maart 1980 |                     |         |                   | Bratislava, Tsjecho-Slowakije |
| 30 maart 1980 |                     |         |                   | Bratislava, Tsjecho-Slowakije |

Totale stand
|  | Radnički Belgrado | 46 – 29 | TJ Inter Bratislava |  |
|  |                   |         |                     |  |
|  |                   |         |                     |  |

|                   |
|                   |
| Radnički Belgrado |
| 1ste titel        |